# 乔治·贝斯
乔治·贝斯（法語：Georges Besse，1927年12月25日（克莱蒙费朗）—1986年11月17日），法国商人，先后在多家法国国有企业任领导人，1986年在其家门外被暗杀。

## 职业生涯
- 1958年－USSI：总经理
- 1964年－阿尔卡特：助理总经理
- 1974年－Eurodif：总裁
- 1978年－COGEMA：主席
- 1982年－Pechiney-Ugine-Kulmann：主管
- 1985年－雷诺：主管